# IC 1803
IC 1803 ist eine elliptische Galaxie vom Hubble-Typ E im Sternbild Widder nördlich der Ekliptik, die schätzungsweise 428 Millionen Lichtjahre von der Milchstraße entfernt ist.

Im selben Himmelsareal befinden sich u. a. die Galaxien IC 1802, IC 1804, IC 1806, IC 1807.
Das Objekt von Edward Emerson Barnard entdeckt.